# Matylda (film 2017)
Matylda (ros. Матильда) – rosyjski melodramat historyczny z 2017 roku w reżyserii Aleksieja Uczitiela. Film opowiada o romansie młodego carewicza Mikołaja, późniejszego cara rosyjskiego i króla Polski z Matyldą Krzesińską, polską primabaleriną z teatru w Petersburgu. Rolę tytułową zagrała polska aktorka Michalina Olszańska.

## Kontrowersje
Jeszcze przed premierą film wywołał skandal obyczajowy w Rosji. Ponieważ Mikołaj II, ostatni rosyjski monarcha, zamordowany wraz z rodziną w 1918 r. przez bolszewików, po upadku komunizmu został kanonizowany przez Rosyjską Cerkiew Prawosławną, zdaniem konserwatywnych krytyków film obraża uczucia religijne i bezcześci pamięć rosyjskiego cara, albowiem święty nie mógł mieć żadnych romansów, zwłaszcza z tancerką. Rozpowszechnianiu filmu sprzeciwiło się 100 tys. ludzi, w tej liczbie 37 posłów Państwowego Zgromadzenia Federalnego. Do władz wysyłano petycje, składano skargi do prokuratury, kina zdejmowały „Matyldę” z afisza, obawiając się zamachów terrorystycznych. Była krymska prokurator i posłanka, Natalja Pokłonska, uważała, że w filmie przedstawiono Rosję jako kraj szubienic, brudu i cudzołóstwa. Według rosyjskich krytyków Michalina Olszańska w roli Matyldy jest wulgarna, zbyt ładna i zachowuje się jak gwiazda porno. Aleksiej Uczitiel zapowiedział, że w sprawie działań Pokłonskiej zwróci się do prokuratury. Ministerstwo Kultury Federacji Rosyjskiej nazwało próby zablokowania premiery filmu „cenzurą i bezprawiem”, a Władimir Putin podczas wywiadu zapowiedział, że nie zamierza wdawać się w spór Aleksieja Uczitiela z deputowaną Dumy Państwowej Pokłońską, która też ma prawo do własnej opinii.

## Obsada
- Michalina Olszańska jako Matylda Krzesińska
- Lars Eidinger jako Mikołaj II Romanow
- Daniła Kozłowski jako Woroncow
- Grigorij Dobrygin jako Andrzej Władimirowicz Romanow
- Ingeborga Dapkūnaitė jako Maria Fiodorowna, matka cara
- Jewgienij Mironow jako Iwan Karłowicz
- Thomas Ostermeier jako dr Fisher
- Siergiej Garmasz jako Aleksander III Romanow
- Luise Wolfram jako Aleksandra Fiodorowna
- Witalij Kowalenko jako Włodzimierz Romanow
- Galina Tjunina jako Maria Pawłowna, żona wlk. ks. Włodzimierza

## Produkcja
Zdjęcia kręcono w następujących lokacjach: Petersburg, Puszkin, Peterhof, Kronsztad i Kołtuszy.